# Camilla Jellinek
Camilla Jellinek (geborene Wertheim; * 24. September 1860 in Wien, Kaisertum Österreich; † 5. Oktober 1940 in Heidelberg) war eine österreichische, in Heidelberg wirkende Frauenrechtlerin.

## Familie

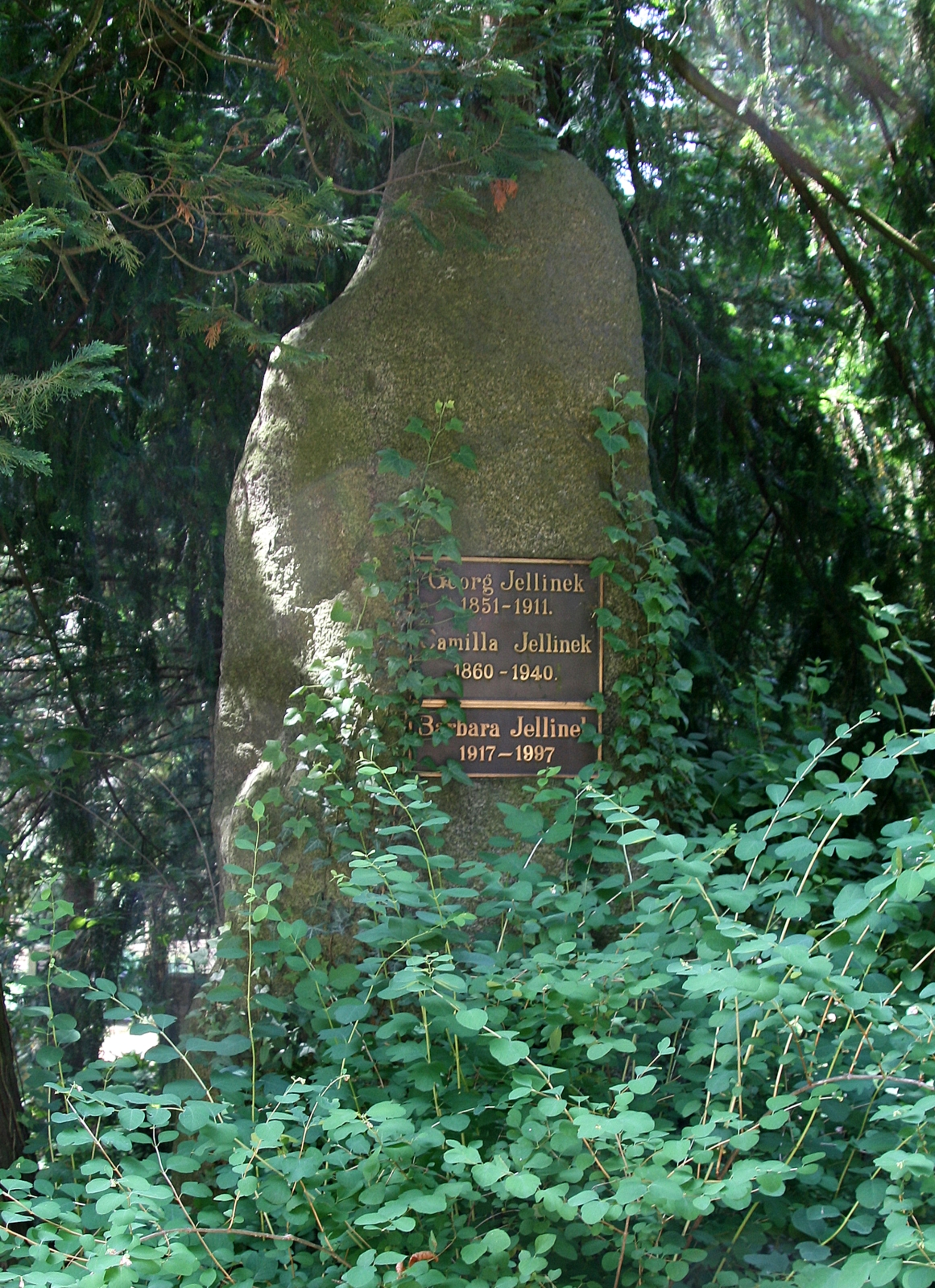
Grabstätte von Camilla Jellinek und ihrem Ehemann Georg Jellinek auf dem Heidelberger Bergfriedhof in der (Abt. D), im Abschnitt Professorenreihe

Camilla Jellinek war eine Tochter des Dermatologen an der Universität Wien Gustav Wertheim (1822–1888) und der Wilhelmine Walcher. 1883 heiratete sie den berühmten Staatsrechtslehrer Georg Jellinek. Das Paar hatte sechs Kinder, von denen vier das Erwachsenenalter erreichten. Walter Jellinek wurde wie der Vater Jurist; die Tochter Dora Busch wurde im Januar 1944 nach Theresienstadt deportiert, überlebte das Ghetto und kehrte 1946 in den Schuldienst zurück; der jüngste Sohn Otto verstarb 1943 an den Folgen der Misshandlungen durch die Gestapo.

## Leben
Sie besuchte von 1875 bis 1877 die höhere Bildungsschule des Wiener Frauen-Erwerb-Vereins, die erste anerkannte Mädchenmittelschule Wiens.
Unter dem Einfluss von Marianne Weber, einer der führenden Frauenrechtlerinnen der Zeit, schloss sich Jellinek mit vierzig Jahren dem Bund Deutscher Frauenvereine an. Zwischen 1900 und 1933 arbeitete sie als Leiterin der Rechtskommission des Bundes Deutscher Frauenvereine in Heidelberg und wurde 1907 zu deren Vorsitzender gewählt.
Ihr Interesse und ihr Einsatz galten dabei vor allen Dingen den juristischen Fragen, der Abschaffung des § 218 StGB, den Rechten unehelich geborener Kinder und der Staatsbürgerschaft für Frauen. Camilla Jellinek war dabei entschiedene Gegnerin des § 218 StGB. Sie veröffentlichte eine Petition des Bundes Deutscher Frauenvereine zur Reform des Strafgesetzbuches und der Strafprozeßordnung, bei welcher es sich um eine weiterentwickelte und zum Abschluss gebrachte Fassung einer „Denkschrift“ von Julie Eichholz handelte.
Als 1910/11 eine Ausdehnung der Strafbarkeit gleichgeschlechtlicher sexueller Handlungen auf Frauen debattiert wurde, sprach Jellinek sich dafür aus: „die Maßregel trage der Gerechtigkeitsliebe der Frauen Rechnung, denn sie beseitige eine uns nicht gerechtfertigt scheinende Begünstigung“, wie Käthe Schirmacher das Argument in einer Entgegnung zusammenfasste. Gemessen an der Gesamtheit der Äußerungen in der Presse der bürgerlichen Frauenbewegung, vertrat Jellinek damit jedoch eine Minderheitenposition. Die Ausdehnung der Strafbarkeit kam nicht.
Eine große Anzahl der Rat suchenden Frauen jener Tage arbeitete als Kellnerinnen, was damals als anrüchig galt, und häufig im „Zwielicht“ der Prostitution gesehen wurde. Dies wurde zum Anlass für Camilla Jellinek, sich intensiv mit der Problematik jener Frauen zu befassen. In ihren Artikeln versuchte sie, die Öffentlichkeit auf die schlechten Arbeitsbedingungen und die Ausbeutung der als Kellnerinnen arbeitenden Frauen aufmerksam zu machen. Mit Hilfe einer Spendensammlung und eines städtischen Zuschusses gründete sie schließlich im Jahre 1907 ein Frauenheim für Kellnerinnen. 1915 wurde Camilla Jellinek Mitglied des Vorstandes des Bundes Deutscher Frauenvereine.
Georg und Camilla Jellineks letzte Ruhestätte befindet sich auf dem Bergfriedhof (Heidelberg) in der so genannten „Professoren-Reihe“, Abteilung D, Reihe 1, 309. Das Grabmal, ein großer Menhir von 2,60 Metern Höhe aus Granit, ist mit einer schlichten Namenstafel aus Bronze versehen, welche in Lettern die Namen und Lebensdaten des Ehepaares trägt. Im selben Grab ruht ihre Enkelin, die Ärztin Barbara Jellinek (1917–1997), eine Tochter ihres Sohnes Walter.

## Ehrungen
Anlässlich ihres 70. Geburtstags wurde Camilla Jellinek 1930 für ihr Engagement und ihren unermüdlichen Einsatz für die Rechte der Frauen die Ehrendoktorwürde der juristischen Fakultät der Universität Heidelberg, der Doctor iuris utriusque, verliehen.

## Schriften (Auswahl)
- § 218, 1905
- „Kellnerinnenelend“, in: Archiv für Sozialwissenschaft und Sozialpolitik, Bd. VI, 1907, S. 613–629 (Online lesen: Internet Archive)
- Frauenforderungen zur Strafrechtsreform, 1908
- Die weibliche Bedienung im Gast- und Schankwirtschaftsgewerbe, 1909
- Die Strafrechtsreform und die §§ 218 u. 219 StGB. In: Monatsschrift für Kriminalpsychologie und Strafrechtsreform, Bd. 5, 1909
- Petition des Bundes deutscher Frauenvereine zur Reform des Strafgesetzbuches, 1909
- Petition deutscher Frauen betreffend das Verbot weiblicher Bedienung in Gast- und Schankwirtschaften, 1910